# Andrés Reyes (Metropolitano)
La estación Andrés Reyes es una estación del Metropolitano en Lima. Se ubica en la intersección de la Vía Expresa Paseo de la República con el jirón Andrés Reyes en el distrito de San Isidro. Tiene conexión peatonal directa con la estación Canaval y Moreyra.

## Características
Tiene cuatro plataformas para el embarque y desembarque de pasajeros, la entrada se ubica en el nivel superior junto al puente de la avenida sobre la Vía Expresa Paseo de la República. Cuenta con escaleras y ascensor (solo personas con movilidad reducida) para descender al primer nivel de la estación, además de máquinas y taquilla para la compra y recarga de tarjetas. Actualmente esta estación tiene más relación con la estación Canaval y Moreyra, debido a esto no es tomada en cuenta por la ATU como estación independiente.

## Servicios
La estación es atendida por los siguientes servicios, que funcionan como anexo de la estación Canaval y Moreyra.
| Servicio troncal | Indicador  | Lunes a Viernes | Lunes a Viernes               | Sabado        | Sabado                        | Domingo       | Domingo                       |
| Servicio troncal | Indicador  | Norte a Sur     | Sur a Norte                   | Norte a Sur   | Sur a Norte                   | Norte a Sur   | Sur a Norte                   |
| ---------------- | ---------- | --------------- | ----------------------------- | ------------- | ----------------------------- | ------------- | ----------------------------- |
| Expreso          | Expreso 1  | 05:30 - 21:00   | Embarque en Canaval y Moreyra | 06:30 - 21:00 | Embarque en Canaval y Moreyra | 06:30 - 21:00 | Embarque en Canaval y Moreyra |
| Expreso          | Expreso 8  | 17:00 - 21:00   | Embarque en Canaval y Moreyra | Sin Servicio  | Sin Servicio                  | Sin Servicio  | Sin Servicio                  |
| Expreso          | Expreso 9  | 05:30 - 09:00   | Embarque en Canaval y Moreyra | Sin Servicio  | Sin Servicio                  | Sin Servicio  | Sin Servicio                  |
| Expreso          | Expreso 12 | 05:45 - 10:00   | Sin Servicio                  | Sin Servicio  | Sin Servicio                  | Sin Servicio  | Sin Servicio                  |